# 御墓山

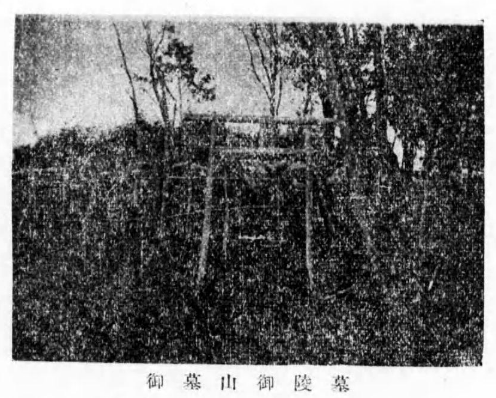
伝・御墓山陵墓の祭事場

御墓山（おはかやま）は、鳥取県日野郡日南町阿毘縁と島根県安来市広瀬町西比田との境界に位置する山。標高は758.4メートルで、日本神話の女神、イザナミの陵墓伝承地の一つである。
陵墓とされる場所の旧阿毘縁村時代の地番は、阿毘縁村大字阿毘縁村小字大菅御墓山2954番地。山内には行水谷、鏡岩、サルガクシ、イガキ﨏などの地名がある。
地元の郷土誌によると、戦前には宣揚のための石碑が建立され、また、山麓の祭事場では祭礼も行われていたが、太平洋戦争の激化によりそれも中止となり、「当時のおもかげは全く消え失せてしまった」という。

## 文献にみる御墓山
古事記によると、イザナミは死後、「出雲國與伯伎國堺」すなわち、出雲、伯耆両国の境にある「比婆之山」に葬られたとされる。イザナミ御陵あるいは、関係神跡と称される場所は、少なくとも８カ所はあるとされるが、御墓山はそのうちの１カ所である。

### 『伯耆誌』における考察
景山粛（1774年ｰ1862年）が編集した『伯耆誌』の「大菅村」の項に、御墓山に関する記述があり、江戸時代には御墓山を「イザナミ崩御の地」とする伝説がすでに流布していたと考えられる。
景山は、大菅の産土神である熊野権現（現・熊野神社）の由来に触れながら、「伊弉冊尊崩御の地なりといへるは強言」「傍示字オハカと云へる山を古く御墓山と唱えたるか」と述べつつも、「但出雲接近の地なれば神代の事蹟に於ては猶よく考ふへき事にてはあるなり」としている。

### 『日野郡野史』にみる伝承

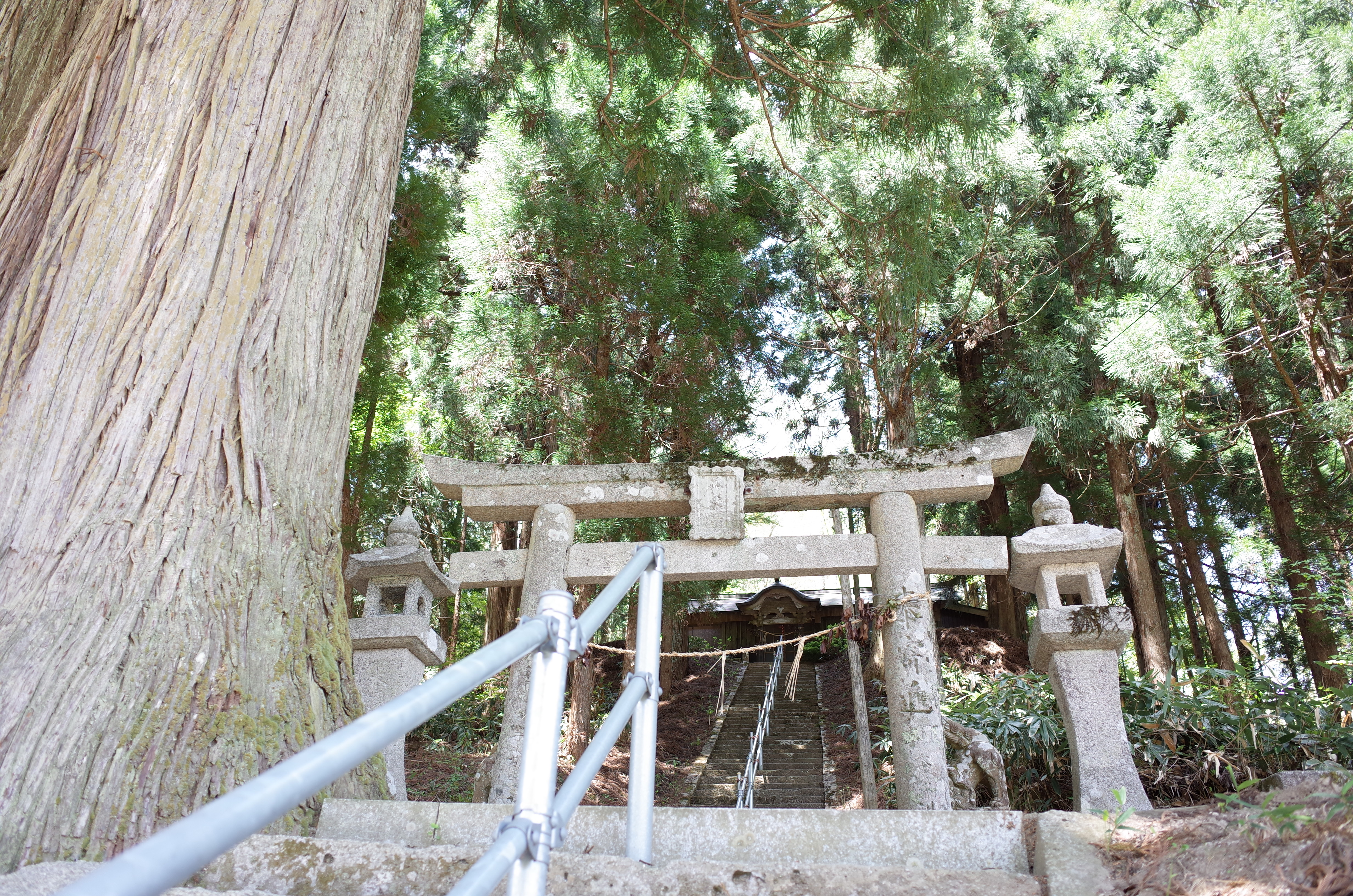
熊野神社（鳥取県日野郡日南町阿毘縁）

地元の郷土史家、坪倉鹿太郎（1856年ｰ1921年）は、地域の歴史や伝承をまとめた著書『日野郡野史』の中で、阿毘縁村大菅の熊野神社は、御墓山に葬られたイザナミの神霊を移したものであるという伝承を紹介している。
出雲国能義郡と伯耆国日野郡阿毘縁村の内大菅との間に聳ゆる字御墓山に伊邪那美尊を葬し奉れる由昔より云ひ伝ふ。同地内の井垣が﨏に其神霊を奉祠せしも、深雪の地にて里人冬期参拝に困しみ、中古より同村地内字宮の下に移し奉り、熊野神社と称へ、伊弉冊命に事解男命速玉男命を合祭し、古来產婦主護の御神とて遠近の崇敬甚だ厚し。此御墓山及近地を日向山と総称す。比姿山の転訛なるべし。

### 『日野郡史』の記録
大正時代に日野郡自治協会が刊行した『日野郡史』（1926年）には、茨城県の城内龍という人物による現地調査等についての記述がある。
茨城県人城内龍なるもの此山につきて、実地踏査をなし、山腹に朱塊状の土を以て掩へる地点を発見し、伊邪那美尊の陵墓として、他に比類なき所なりとの見解より、熱心なる研究の結果を発表し、且つ宮内省に誓願の手続をなしたるため、宮内省よりも官吏を派遣せられたることあり。

## 内藤岩雄による探求
『日野郡史』編纂の中心となったのは、阿毘縁村の隣村である山上村の教育者、内藤岩雄である。内藤は山上尋常高等小学校の校長職を退いた後、郷土史家として、また神職として、天叢雲剣の出現の地とされる船通山（鳥髪の峯）の宣揚に務めた。
御墓山についても研究し、「比婆之山　伊弉冊尊御陵伝説地御墓山の探求」（1936年）と題した論考を残している。この論考は、御墓山の山容を詳述するほか、周辺の神社や地名、孝霊天皇にまつわる伝説などについて解説するとともに、御墓山以外の「比婆山伝説地」との比較考証を行っている。御墓山に関する略図４葉も含まれており、それぞれ「御墓山中心略図」「御墓山内略図」「伊弉冊尊御陵伝説御墓山大古墳及周囲展望略図」「御墓山附近史蹟図」との標題が付されている。

### 御墓山の山容
内藤は論考の中で、御墓山の山容と山頂からの眺望について、次のように記述している。
- その形は（自）然の瓢型で、直径は約六町あり。仁徳陵にも比すべき大規模（な）墳丘である。方向は古制の如く東北から西南に、走ってゐる。陵の腰部を通過してゐる道は出雲風土記の東南道で、出雲（伯）耆吉備を絡ぐ唯一の重要道路で、この道路に交叉して陵内を（通）過する路があることも注意すべき値を有する。[15]

- 瓢の底にあたる本陵（懐にあたるところに陪陵あり。現に宮内省の発掘禁止となってゐる。）と瓢の頭にあたる副陵との間は前記の如く約六町に亘り、その腰部にあたるところは低くしてその部分を東南道が通過してゐる。[16]

- 本陵の上に立てば、先づ南方正面に鳥髪山（船通山）が聳えて指呼の間にあり。（中略）そして右は室原猿政の山をこえて備後美古登山方面があって見わたされ左は伯耆国中にも孝霊天皇伝説鬼林山烽火跡大倉山、其他備中美作の山々も見え、伯耆日野川もはっきり見へる。眼を転じて北方を見渡せば右方には夜見浜島根半島美保関隠岐の島中海外海手に取る如く、次第に左方に眼を転ずれば宍道湖あたりハもとより出雲一帯の山々、石見の国あたりまでも波涛の如くに連なっている。[17]

この「墳丘」について、1968年（昭和43年）に刊行された『広瀬町史』は、次のように記述している。
（御墓山の）頂上は瓢型で二段になっており、本陵と副陵とがあって、本陵の上部は赤土をもって盛土した形跡がある。又その峯づたいに降りた「沢田が廻（さこ）」には大石の蓋のある大古墳もあって、古来この地は神聖な霊地として伝承しているのである。
一方、島根県の三宅博士は、考古学研究会の会誌への投稿（1984年）の中で、御墓山の古墳について「踏査するも不明であった」としている。

### 比婆山伝説地の比較
内藤は、比婆山の伝説地として、御墓山を含む、10カ所を挙げ、検証を行っている。御墓山をイザナミ御陵とする根拠として「正確に出雲伯耆の境にあること」など、10項目を挙げている。

### 御墓山宣揚の沿革
内藤の論考によると、御墓山の宣揚は次のような経過をたどっている。
- 阿毘縁の神主、内藤和泉守藤原政封が御墓山の宣揚に努めたことをうかがわせる、1861年（文久元年）の棟札が存在する[21]。
- 坪倉鹿太郎が1887年（明治20年）に御墓山の踏査を行い、後年に著した『日野郡野史』に記録を残している[21]。
- 1894年（明治27年）8月、出雲大社の長谷川千代衛が御墓山の調査に訪れた[21][22]。
- 大正に入り、茨城県人の城内龍が約3年にわたって阿毘縁村大菅に滞在し、伝説地の調査を行った[23]。城内は『伊弉冊尊御陵墓考』2冊を著した[24]。城内は祭典も執行し、大しめ縄柱を建設するなどし、地元住民もこれを支援した[21]。

## 野尻筆市による顕彰
島根県能義郡比田村（現・安来市）の野尻筆市（陵臣）（1869年ｰ1951年）は、城内とも連携し、比婆之山流伝御陵保勝会々長、伊弉冊教会教祖として、御墓山の宣揚に尽力した。
野尻は、1916年（大正5年）1月10日付けで宮内大臣の波多野敬直に請願を行い、同年7月21日付けで「検分願」を大臣宛に提出した。1918年（大正7年）7月18日から19日にかけ、宮内省御用掛諸陵寮考証課属の外崎覚、同諸陵属の鎌田正憲、鳥取県属の手嶋道天が実地検分を行った。この調査の際、土の色が赤褐色になっている場所があり、「発掘禁止地」とされた。
野尻は、数十名の連署により、1920年（大正9年）４月１日付けで「太宗伊弉冊尊御陵確定願書」を、鳥取県知事経由で宮内省御陵頭の山口鋭之助に誓願した。1930年（昭和5年）7月18日には、宮内省・内務省嘱託の国府犀東が雲伯史蹟視察の際、御墓山や熊野神社を視察した。
『広瀬町史』によると、野尻は、国府犀東による実地調査で、地理上・地形上・墓性上、蹤跡上、イザナミ陵の候補地として極めて有力とされたことを受け、1920年（大正9年）7月、単身上京し、宮内省に具申して伊邪那美尊流伝御陵地の指定を受けた。1921年（大正10年）には神道伊弉冊教会の創立認可を受け、教祖として毎年祭典を挙行した。

## 御墓山宣揚祭と記念碑

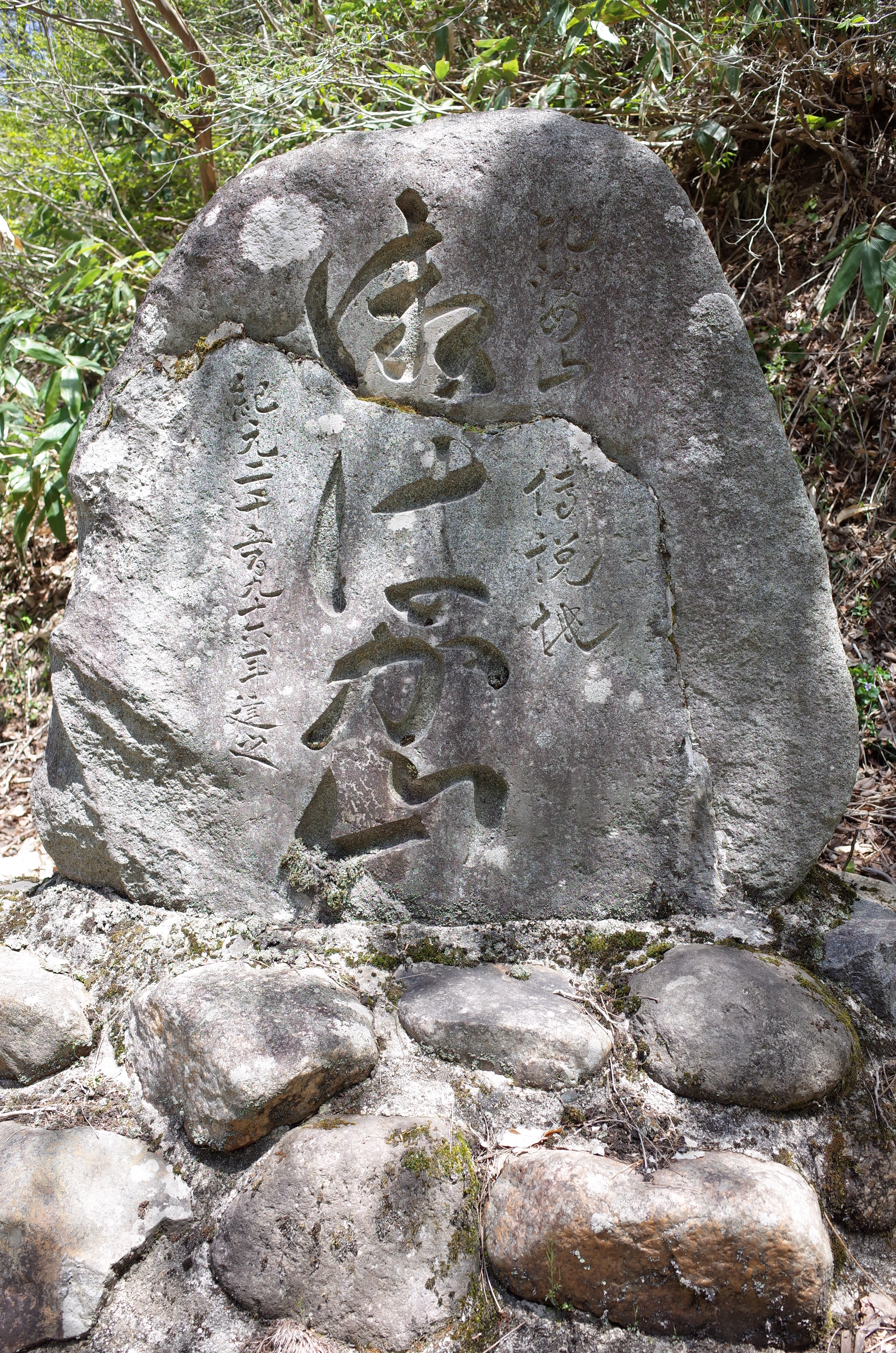
御墓山の記念碑

1931年（昭和6年）7月29日（旧暦6月15日）に、御墓山周囲の阿毘縁村、鳥髪村、比田村の3村長主催による宣揚祭が開催された。翌年からは7月15日を祭日とし、鳥髪山宣揚祭と呼応する形で、1936年（昭和11年）までの6回にわたって御墓山の宣揚祭が行われた。山麓に祭礼を行うための祭事場が設けられていた。
1936年（昭和11年）7月15日には、道路から山に通ずる入口に、内藤によって記念碑が建立された。この石碑は、現在でも、島根県道・鳥取県道107号横田伯南線の県境から鳥取県側に約180メートルほど進んだあたりに残っている。